# Georg von Kees
Georg von Kees (německy Georg Ernest Stephan Ritter von Kees) (24. listopadu 1822 Budín – 9. července 1906 Pezinok) byl rakousko-uherský generál. Jako absolvent vojenské akademie sloužil v c. k. armádě od roku 1842, svou kariéru začal u 35. pěšího pluku v Plzni. V hodnostech rychle postupoval během revolučních let 1848–1849, kdy se vyznamenal v bojích v Itálii. Později působil jako štábní důstojník a zúčastnil se dalších válečných tažení, několik let byl také ředitelem zpravodajské služby generálního štábu (1861–1864) a ředitelem Tereziánské vojenské akademie (1868–1872). Svou kariéru završil jako velitel 6. armádního sboru v Košicích (1883–1887). Ve vojsku dosáhl druhé nejvyšší hodnosti polního zbrojmistra (1884).

## Životopis

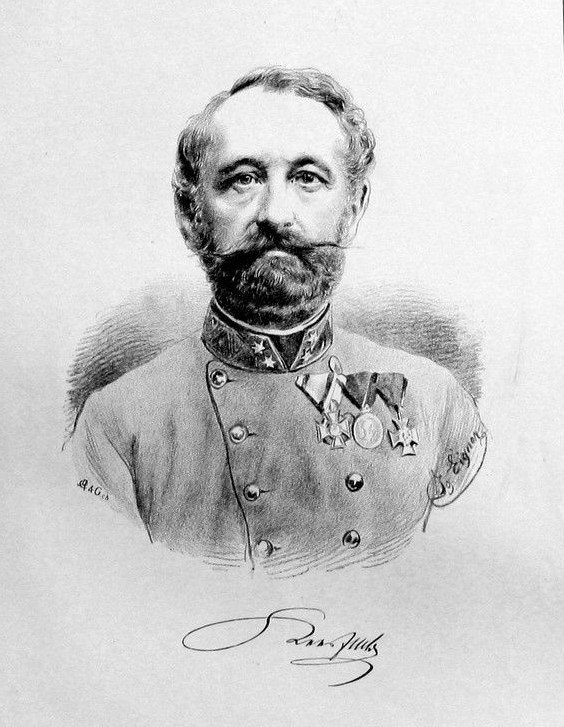
Polní podmaršálek Georg von Kees (litografie, 1880)

Pocházel ze šlechtické rodiny nobilitované v 18. století, předkové sloužili v armádě a zastávali nižší zemské úřady. Narodil se jako jediný syn Georga von Kees (1782–1826). Studoval na Tereziánské vojenské akademii ve Vídeňském Novém Městě a do armády vstoupil jako poručík k 35. pěšímu pluku v Plzni. Vyznamenal se během revolučních let 1848–1849, kdy bojoval v Itálii a zúčastnil se bitvy u Custozzy a Novary. V té době rychle postupoval v hodnostech (nadporučík 1848, kapitán 1849). Poté působil u generálního štábu ve Vídni, v hodnosti majora (1856) se podílel na mapovacích pracích ve Valašsku. Během války se Sardinií (1859) působil ve štábu generála Gyulaie, byl povýšen na podplukovníka, poté byl štábním důstojníkem u 3. armádního sboru v Lublani. V letech 1861–1864 byl ředitelem zpravodajských služeb na generálním štábu. V roce 1864 byl povýšen na plukovníka a za prusko-rakouské války byl štábním důstojníkem u Severní armády ve východních Čechách. Krátce byl velitelem 28. pěšího pluku (1867–1868) a v letech 1868–1872 ředitelem Tereziánské vojenské akademie.
Ještě jako velitel Tereziánské vojenské akademie byl povýšen do hodnosti generálmajora (1870) a od roku 1872 byl velitelem 1. pěší brigády v Miskolci. V letech 1874–1881 byl velitelem 32. pěší divize v Budapešti. Mezitím dosáhl v roce 1875 hodnosti polního podmaršála a podílel se také na okupaci Bosny a Hercegoviny. V roce 1881 se stal velitelem v Košicích, kde setrval i po reorganizaci vojska jako velitel 6. armádního sboru (1883–1887). V roce 1884 byl povýšen do hodnosti polního zbrojmistra. K datu 1. dubna 1887 byl penzionován.
Od narození užíval šlechtický titul rytíř. Za zásluhy byl nositelem Řádu železné koruny I. třídy (1880), rytířského kříže Leopoldova řádu s válečnou dekorací (1878) a Vojenského záslužného kříže (1850). Při příležitosti odchodu do penze obdržel velkokříž Leopoldova řádu (1887). Jako velitel v Košicích byl v roce 1882 jmenován c. k. tajným radou s nárokem na oslovení Excelence a od roku 1882 byl zároveň čestným majitelem pěšího pluku č. 85 dislokovaného v Máramarosszigetu (dnes Sighetu Marmației v Rumunsku).
Jeho manželkou byla Marie, rozená Reichetzerová (1832–1895). Z jejich manželství se narodilo osm dětí, dva synové a šest dcer.